# Eoporis mitonoi
Eoporis mitonoi är en skalbaggsart som först beskrevs av Seki 1946.  Eoporis mitonoi ingår i släktet Eoporis och familjen långhorningar.
Artens utbredningsområde är Taiwan. Inga underarter finns listade i Catalogue of Life.